# 美國第十四航空隊
第十四航空隊（英語：Fourteenth Air Force），前身是成立於1941年的美籍志願大隊（通稱飛虎隊，Flying Tigers），於1943年3月5日正式成立於中華民國昆明，為第二次世界大戰及中國抗日戰爭中重要的美軍駐華單位。現今是美国空军太空司令部下属的一个编号航空隊，指揮部位于加利福尼亚州的范登堡空軍基地。其戰後曾改制為預備役部隊，1993年時，正式歸入太空司令部轄下。

## 第二次世界大戰期間編制單位
| - 第68混合聯隊 1943年8月9日新編時為第68戰鬥機大隊 1943年12月改組為第68混合聯隊 驻桂林机场（临桂县秧塘村）。下属驻柳州、郴县、道县、衡阳、邵阳、零陵、遂川、赣州、建瓯、长汀等机场 1945年10月10日解編。 第23戰鬥機大隊 (飛虎隊) (P-40, P-51) ，自第10航空隊移編 編成時間1942年7月至1945年12月 第308轟炸機大隊:(B-24) 編成時間1943年3月至1945年2月 - 第69混合聯隊 1943年8月9日新編時為第69轟炸機大隊 1943年12月改組為第69混合聯隊 1945年8月轉隸至第10航空隊。 第51戰鬥機大隊(P-40, P-38, P-51) 編成時間1943年10月至1945年8月 第341轟炸機大隊(B-25) 編成時間1944年1月至1945年8月；由第10航空隊移編 - 第312戰鬥機聯隊 1944年3月7日新編時為第312戰鬥機聯隊 1945年12月移防回美國本土，解編。 第81戰鬥機大隊: 1944–1945 (P-40, P-47) 編成時間1944年5月至1945年12月 第33戰鬥機大隊: 1944年由第10航空隊移編(P-38, P-47) 1944年4月至1944年9月，後歸建 第311戰鬥機大隊: 1944年由第10航空隊移編(A-36, P-51) 1944年8月至1945年12月 | - 中美空軍混合團 (1943–1945) 第三驅逐機大隊 (P-40, P-51) 第7中隊 第8中隊 第28中隊 第32中隊 第五驅逐機大隊 (P-40, P-51) 第17中隊 第26中隊 第27中隊 第29中隊 第一轟炸機大隊 (B-25) 第1中隊 第2中隊 第3中隊 第4中隊 - 其它曾編入的戰鬥單位: 第402戰鬥機大隊: 1943年5月至7月編入，但未有實機編入，空殼部隊 第476戰鬥機大隊: 1943年5月至7月編入，但未有實機編入，空殼部隊 第341轟炸機大隊:從第10航空隊移編，操作機種B-25 1944年1月至1945年11月 第443運兵大隊: 從第10航空隊移編，操作機種C-47/C-54 1945年8月至1945年12月編入 第426夜間戰鬥機中隊:從第10航空隊移編，操作機種P-61 第427夜間戰鬥機中隊:從第10航空隊移編，操作機種P-61 |

## 目前編制
- 第614航太作戰中心
- 第21太空聯隊
- 第30太空聯隊
- 第45太空聯隊
- 第50太空聯隊
- 第460太空聯隊